# Reiner Eckel

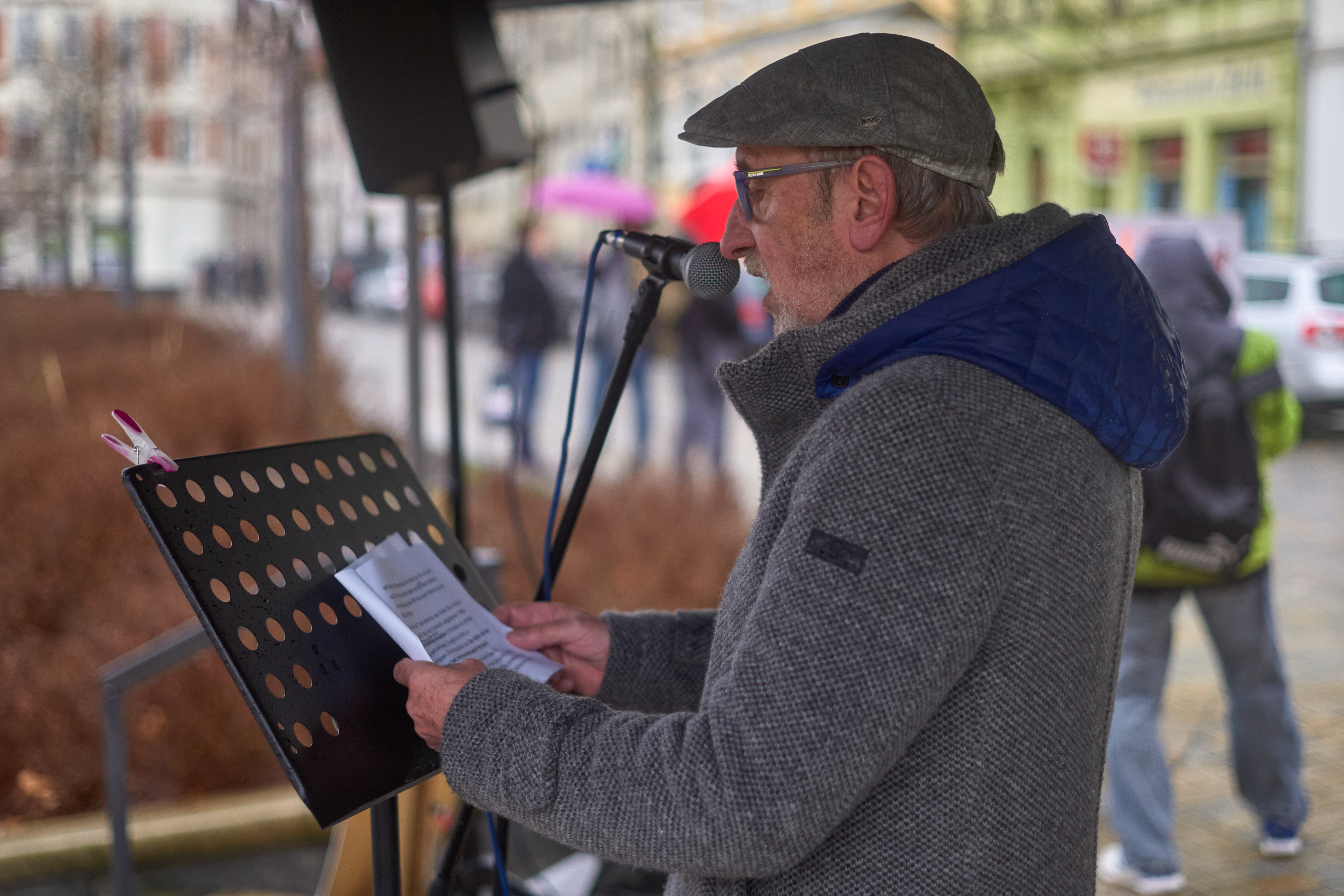
Reiner Eckel als Redner auf der Kundgebung „Nie wieder ist jetzt“ am 11. Februar 2024 in Zeitz

Reiner Eckel (* 19. September 1953 in Köthen) ist ein deutscher Politiker der SPD und war von 1998 bis 2002 Mitglied im Landtag von Sachsen-Anhalt.

## Leben und Beruf
Nach der Mittleren Reife 1970 ging er zur Berufsschule und absolvierte eine Ausbildung als Stahlbauschlosser (Facharbeiter). Anschließend war er von 1972 bis 1991 als Schlosser und Schweißer tätig. Von 1991 bis 1996 war Eckel freigestellter Betriebsrat. Danach war er bis zu seinem Einzug in den Landtag als pädagogischer Mitarbeiter tätig.
Eckel ist verheiratet und hat zwei Kinder.

## Partei
Eckel ist Mitglied der SPD. Er war lange Jahre Vorsitzender des Ortsvereins Zeitz.

## Abgeordneter
Von 1994 bis 2004 war Eckel Stadtrat in Zeitz. Er war von 1998 bis 2002 Landtagsabgeordneter Sachsen-Anhalts. Dort vertrat er den Wahlkreis Zeitz und war Mitglied im Ausschuss für Wirtschaft, Technologie und Europaangelegenheiten.